# Chrysopogon rutilus
Chrysopogon rutilus là một loài ruồi trong họ Asilidae. Chrysopogon rutilus được Clements miêu tả năm 1985. Loài này phân bố ở miền Australasia.